# 中国人民解放军唐山市军事管制委员会
中国人民解放军唐山市军事管制委员会是1948年11月中共占领唐山后，对唐山市实施军事管制的地方最高权力机关机关。暂时在开滦一号房办公。

## 历史
1948年12月12日，中国人民解放军占领唐山。12月13日，中国人民解放军东北野战军司令部、政治部发布《入城守则》，成立唐山市军事管制委员会，任命阎达开为军管会主任，彭寿生、李一夫为副主任，何兰阶、王林、王大中、宋敏之、常佩池、柳谦为委员，宜布对唐山军管并行使市政府的权力。唐山当时受东北行政委员会下辖的冀东行政区管辖。
国民党当局从唐山撤退时，基本破坏了行政部门、警察局的文件档案。邮政局、电信局与冀北电力公司等公用事业，由于员工的保护基本未受损失。1948年12月14日军管会确定金圆券与长城币的比值为1:500，按照逐步压低金圆券的方针，12月19日金圆券与长城币的比值为1:100，同时还流通晋察冀边币，至1949年3月废止了旧政权的纸币。1949年2月，经过审查，唐山市地下党支部13个，地下党员267名。
唐山市军管会向各煤矿派出军代表。1949年2月修复滦河铁路老桥，北宁铁路简易通车。1949年2月26日，冀东行政区改由华北人民政府领导。1949年4月29日，被炸毁的滦河铁路新桥修复通车。1949年5月，市政府下令取缔妓院。1949年6月15日，冀东行署发布命令，唐山市军事管制委员会改组为唐山市人民政府，李一夫任市长。1949年7月河北省建立，冀东区所属专区、市合并为唐山市与唐山专区，分别隶属于河北省。唐山市设12个区，人口31.8万。唐山专区辖滦县、滦南、乐亭、丰润、丰南、迁安、迁西、玉田、遵化、昌黎、抚宁、卢龙等13个县，人口324.95万。1949年8月唐山发生特大水灾。

## 组织架构
- 军事管制委员会主任阎达开（冀东区党委组织部长）
- 军事管制委员会副主任彭寿生、李一夫（冀东区党委社会部长兼冀东行署公安局局长）
- 军事管制委员会委员：何兰阶、王林、王大中、宋敏之、常佩池（冀东行政公署农林厅厅长）、柳谦
- 唐山市委：书记阎达开，宣传部长宋敏之
  - 《新唐山日报》1948年12月14日创刊。
- 唐山市军管会市政办事处：主任李一夫（兼唐山市公安局长）
- 唐山警备司令部 副政委何兰阶（冀东军区政治部主任兼）
- 工矿企业管理委员会：负责人王林、王江涛。配备51名干部、26名大学生。
  - 开滦矿务局军代表：王林任唐山市委委员、唐山市工矿业管理委员会主任、开滦矿务局党委书记、开滦矿务局军管代表[3][4]。1949年8月至1950年任唐山市委委员，负责开滦煤矿，协调劳资关系，采取措施保障矿工生活，使矿区很快恢复生产。
  - 启新洋灰公司军事代表：1948年12月21日唐山军事管制委员会发出训令：“派王林同志为本会驻启新洋灰公司军事代表，负责处理一切有关事宜” 。唐山市委决定成立启新洋灰工厂工作委员会，由赵光兼任启新工委书记。[5]
  - 唐山东三矿工委书记兼办事处主任：王大中（冀东区党委组织部副部长兼冀东党校校长）
  - 工业局：负责中小型企业
- 财政金融委员会：由冀察热辽长城银行冀东分行唐山办事处接收了中国银行、交通银行、河北银行、唐山市立银行。1949年3月改称中国人民银行冀东分行。
- 文教委员会：接收了7所中学、61所小学、民教馆、图书馆、《唐山日报》社、《工商日报》社、唐山广播电台、唐山文化服务社。
- 商业委员会
  - 商业局